# 黃紹庭
黃紹庭（1970年1月11日—），台灣政治人物，現任中國國民黨中常委、高雄市議員。原在美國任職於科技業，回台灣後，曾任合併改制前第七屆高雄市議員（期間因雙重國籍遭解職）。

## 生平
黃紹庭出生於高雄市苓雅區，父親黃芳仁於縣市合併前擔任第2至5屆高雄市議員。就學於高雄市立苓洲國民小學、高雄市立七賢國民中學、高雄市私立道明高級中學。畢業於東海大學物理學系後，在南加州大學取得電機工程碩士學位。
取得碩士學位後，他在美國任職於科技業，前後擔任台積電駐美國技術經理、昇陽電腦設計主任、國家半導體電腦工程師。
父親黃芳仁涉入2002年高雄市議長朱安雄賄選案，同年12月被起訴，被指控與妻子黃陳節透過南區郵政管理局高層，取得郵局員工親友名單以利行賄。審理期間數度以議會開會及健康因素缺席開庭，他2003年11月在法庭上認罪並宣告辭去議員職務以爭取減刑，最終被判刑6個月。
黃紹庭在父親退出政壇後獲栽培接班，2006年當選高雄市議員。

## 爭議事件

### 雙重國籍事件
黃紹庭於1995年間取得美國碩士學位後在當地工作，2006年1月26日歸化為美國籍，隨後返國參選高雄市議員選舉，經高雄市選委會公告當選。黃紹庭被控未在公告當選後、宣誓就職前，放棄美國國籍，至2008年間（合併改制前高雄市議會第7屆）被檢舉因具雙重國籍，被撤銷市議員資格。 於2008年6月13日喪失美國國籍。2015年3月，高雄市議會宣布，全體66席議員已在就職3個月內完成“無雙重國籍”具結，簽署國籍調查同意書。黃紹庭也簽署了國籍調查同意書。

### 肇事逃逸遭判刑
於2010年5月18日駕駛自小客車於前鎮區與機車騎士發生碰撞，導致兩名機車騎士受有擦傷、挫傷、骨折等傷勢，黃紹庭竟為了規避責任，未停車及下車查看騎士傷勢，更將自小客車車燈關閉後駛離現場，經警方偵辦而查獲，黃並辯解對方是飆車族當下擔心遭報復才離開現場，本案黃紹庭經高雄地方法院一審判決有期徒刑六個月。

### 涉嫌浮報助理費
黃紹庭涉嫌浮報助理費，高雄地檢署於2024年9月26日搜索其住處及服務處，並帶回電腦主機、相關資料及黃紹庭的父母等17人，而黃紹庭本人則在當日清晨前往中國大陸廈門。回應洩密質疑，雄檢證實已分案調查內部相關人員是否洩漏偵查訊息。
黃紹庭27日下午發布自錄影片聲明，稱出境是既定行程，並無潛逃，同時也否認犯罪。他於2024年9月29日返台，隨後遭檢方拘提到案，2024年9月30日16點37分高雄地方法院法官裁定羈押禁見送往高雄看守所。
2024年11月28日，高雄地檢署依貪污治罪條例的利用職務詐取財物罪將黃紹庭夫妻及12名助理起訴，坦承全部犯行，並繳回1455萬的犯罪所得。高雄地方法院法官，諭知150萬元交保，限制出境8個月。他後因認罪且繳回不法所得，法院判其緩刑、褫奪公權。
2025年6月，高雄地院一審依照依公務員共同犯利用職務機會詐取財物罪，判處有期徒刑2年，褫奪公權3年，緩刑5年，義務勞務240小時，罰款新台幣150萬元。

## 選舉紀錄
| 年度 | 選舉屆數             | 選舉區                           | 所屬政黨   | 得票數 | 得票率 | 當選標記 | 備註 |
| ---- | -------------------- | -------------------------------- | ---------- | ------ | ------ | -------- | ---- |
| 2006 | 第七屆高雄市議員選舉 | 高雄市第四選舉區（合併前直轄市） | 中國國民黨 | 15,457 | 10.68% |          | 解職 |
| 2010 | 第一屆高雄市議員選舉 | 高雄市第八選舉區                 | 無黨籍     | 10,268 | 6.86%  |          |      |
| 2014 | 第二屆高雄市議員選舉 | 高雄市第八選舉區                 | 中國國民黨 | 14,995 | 11.18% |          |      |
| 2018 | 第三屆高雄市議員選舉 | 高雄市第八選舉區                 | 中國國民黨 | 25,635 | 17.06% |          |      |
| 2022 | 第四屆高雄市議員選舉 | 高雄市第八選舉區                 | 中國國民黨 | 15,244 | 13.10% |          |      |

## 外部連結
- 黃紹庭的Facebook專頁
- YouTube上的黃紹庭頻道